# Moyen Atlas
Le Moyen Atlas (en berbère : ⴰⵟⵍⴰⵚ ⴰⵏⴰⵎⵎⴰⵙ, soit Aṭlaṣ Anammas, ou ⴼⴰⵣⴰⵣ, soit Fazaz ; en arabe : الأطلس المتوسط) est un massif montagneux allongé sur quelque 350 km, du sud-ouest au nord-est du Maroc, situé entre le Rif et le Haut Atlas, et couvrant une superficie totale de 2,3 millions d'hectares, soit 18 % du domaine altimontain de ce pays.
Il intéresse principalement les provinces de Khénifra, Ifrane, Khemisset, Boulmane, Sefrou, El Hajeb et Midelt, ainsi qu'une partie des provinces de Taza (moitié sud, la moitié nord appartenant au Rif) et de Beni Mellal (moitié nord, la moitié sud appartenant au Haut-Atlas)— que l'on désigne sous le nom de « porte du Moyen Atlas ».
Cette chaîne appartient au massif de l'Atlas, et plus précisément, à l'un des trois éléments de l'Atlas marocaine — les deux autres étant le Haut Atlas et l'Anti-Atlas.
Le Moyen Atlas constitue un territoire au charme insolite, sa richesse en biodiversité faunique et floristique en faisant une zone à vocation touristique.
Le pastoralisme reste cependant la première ressource économique.

## Géographie

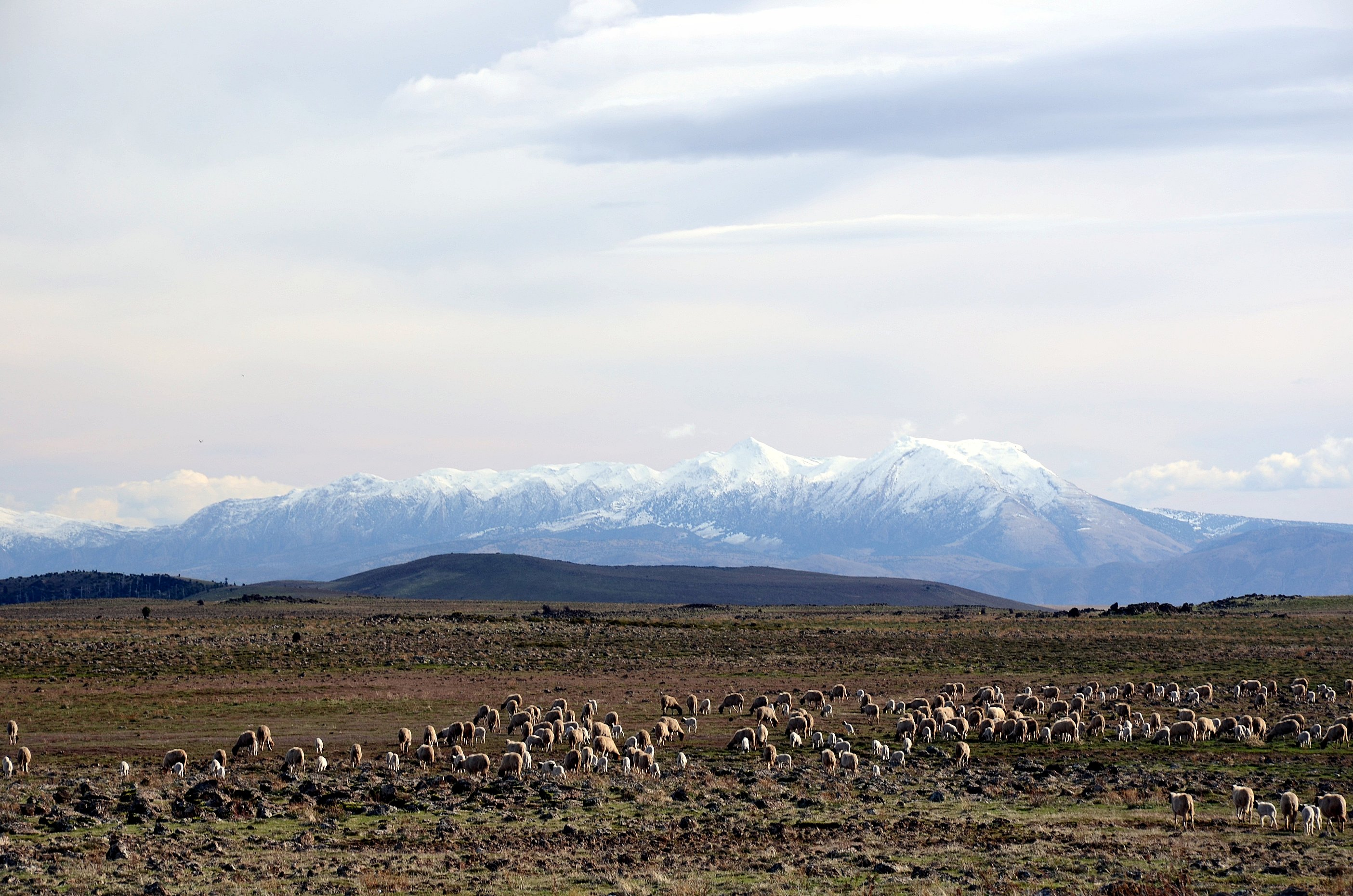
Paysage panoramique du Moyen Atlas

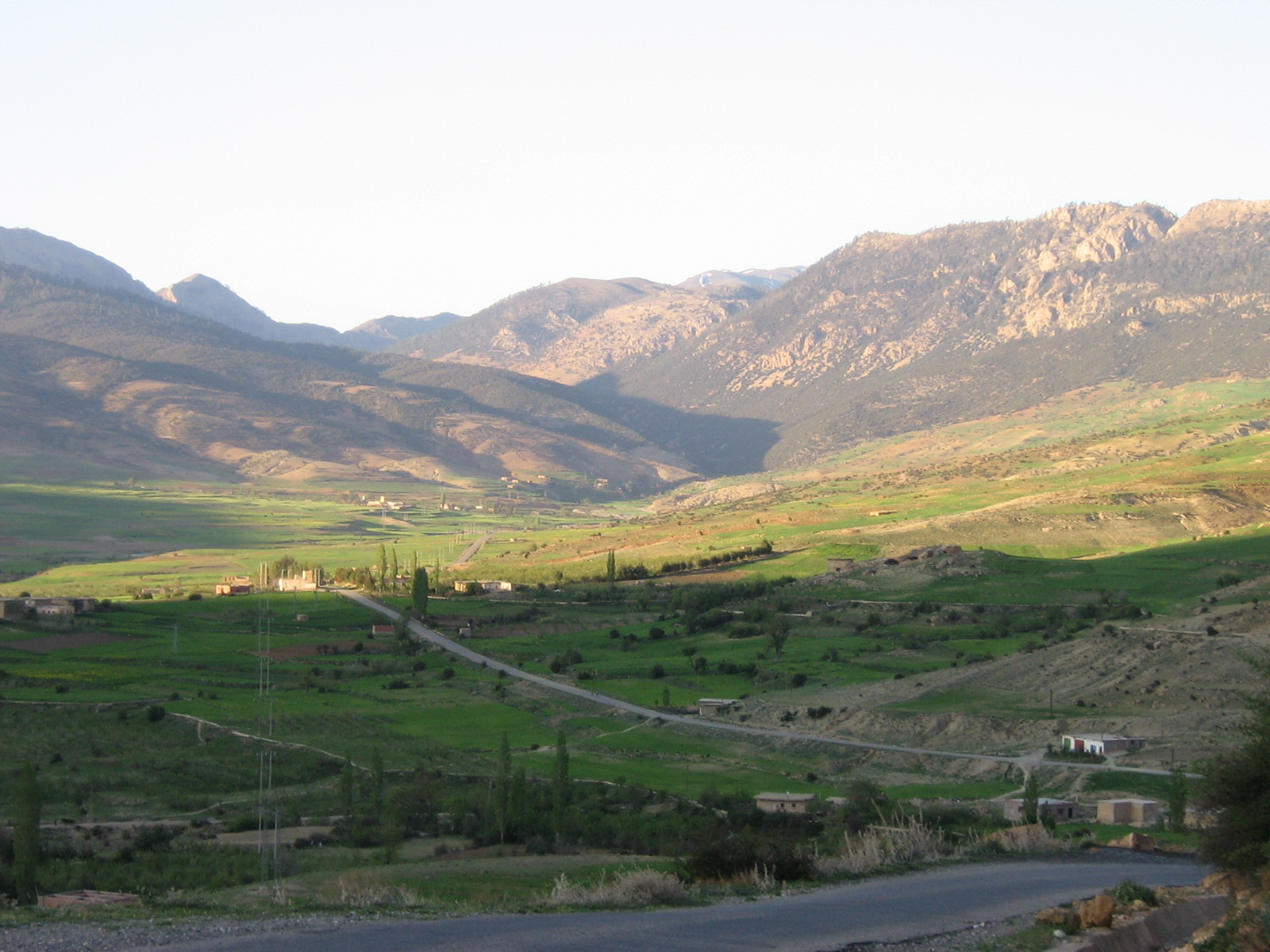
Paysage a Talzemt du Moyen Atlas

### Relief
La structure géo-morphologique du Moyen Atlas est composée essentiellement :
- de roches calcaires :
  - roches tabulaires à l'ouest, d'une altitude de 1 000 à 1 500 mètres ;
  - roches plissées au nord-est, d'une altitude plus élevée dépassant souvent 3 000 mètres (point culminant : djebel Bou Naceur, 3 356 mètres) ;
- de plateaux volcaniques.

Sur ses pentes, s’étalent à perte de vue d’immenses forêts de cèdres, entrecoupées de vallées profondes. Bordées par la riche plaine du Saïs et les cités de Fès, Meknès et Beni Mellal, les massifs montagneux du Moyen Atlas sont le fief de tribus berbères à la population très clairsemée, parlant le tamazight.

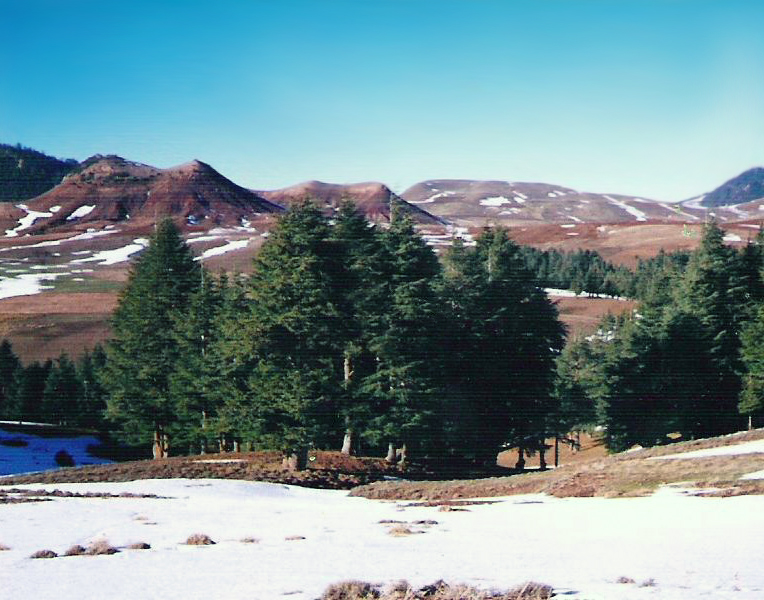
Cédraie région de Khénifra-Krouchen

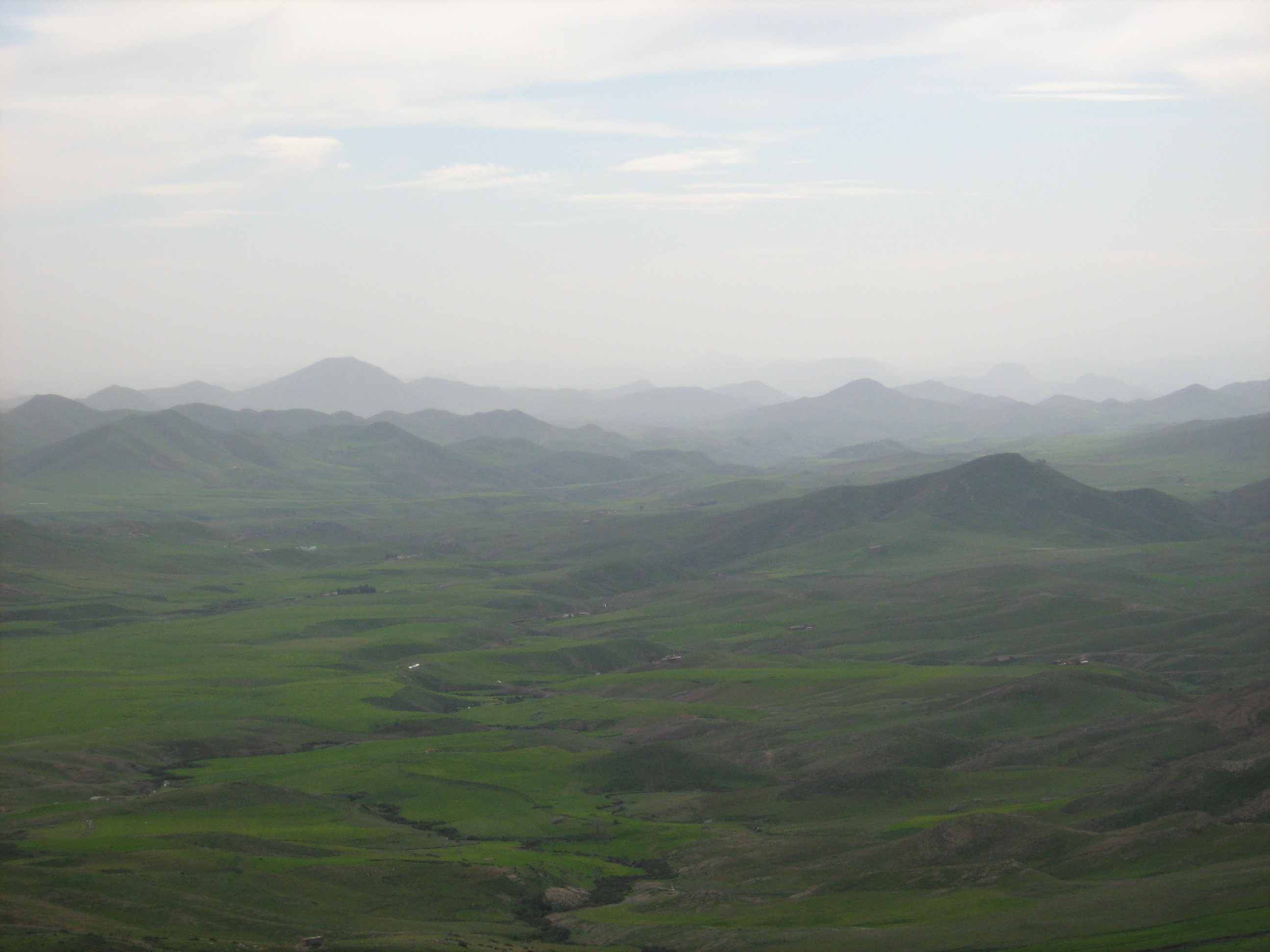
Paysage panoramique d'Itto surplombant la ville d'Azrou

Le massif du Moyen Atlas est traversé par une des principales routes d’accès au sud Marocain, de Meknès au Tafilalet. Située au nord-est de l’Atlas. Le Moyen Atlas est fermé à l’est par le parc national de Tazekka, aux paysages creusés de gorges et de grottes. Au sud de Sefrou, les forêts de cèdres, de chênes verts et de chênes-lièges alternent avec des plateaux volcaniques dénudés et de petits lacs poissonneux aux eaux turquoise.
Le joyau du Moyen Atlas est le parc national d'Ifrane, situé dans le causse atlasique entre Khénifra et Ifrane, le parc national de Khénifra et le parc de Tazekka, classés Ramsar selon la convention avec le Maroc.

#### Points culminants
Son point culminant est le djebel Bou Naceur (3 356 mètres), puis le djebel Bouiblane (3 192 mètres) près d'Immouzer Marmoucha et à 100 kilomètres environ de Taza.

### Hydrographie
Sa situation au cœur du Maroc, dans une zone de pluviométrie très élevée, confère au Moyen Atlas le caractère de « château d'eau », tant du point de vue hydrogéologique qu'au point de vue hydrographique.

#### Bassins hydrauliques
Le Moyen Atlas appartient à quatre grands bassins hydrographiques, les trois premiers se jetant dans l'océan l'Atlantique :
- le bassin de Sebou : d'une superficie d'environ 40 000 km2 ;
- le bassin de l'Oum Errabiaa : s'étend sur 35 000 km2 ;
- le bassin de Bouregreg : couvre une superficie de l'ordre de 10 000 km2 ;
- le bassin de la Moulouya : prend ses sources à Almssid à la jonction du Moyen et le Haut Atlas s'étend sur 74 000 km2 et se jette dans la Méditerranée.

Les apports sont donc assez abondants et les débits relativement réguliers. L'équipement en barrages collinaires en cascade de cette région a pour but de protéger l'aval, d'améliorer les attraits touristiques de la région et de créer des réserves d'eau favorisant le développement de l'arboriculture qui ne cesse de se développer grâce à divers programmes internationaux comme celui du Oued Serou.

#### Lacs du Moyen Atlas
La grande partie des lacs du Moyen Atlas est concentrée dans l'aire géographique de Beni Mellal-Khénifra-Ifrane correspondant à la causse moyen atlassique.
- Lac Aguelmame Azegza[5]
- Lac Ouiouane
- Lac Tiguelmamine
- Lac Aguelmame Sidi Ali
- Lac Daït Iffer
- Lac Daït Aoua
- Lac Bin El Ouidanne[6]

#### Cascades du Moyen Atlas
Les cascades d'Ouzoud attirent de nombreux visiteurs. Situées à 22 km de Tanaant, un peu plus de 80 km de Béni Mellal et environ 150 km de Marrakech, dans une région où les cascades sont nombreuses, celle-ci correspond à une chute de 110 m de hauteur pour les eaux de la rivière Ouzoud qui rejoignent ensuite l'oued El Abid. La cuvette de roches calcaires est entourée d'une flore luxuriante.

#### Barrages
- Barrages du bassin de l'Oum Errabiaa
- Barrages du bassin de Sebou
- Barrages du bassin de Bouregreg
- Barrages du bassin de Moulouya : haute et basse Moulouya

### Climat
La façade ouest, de Taza à Azrou, en situation de première ascendance pour les perturbations venant de l'océan, est bien arrosée (de 1 000 à 1 500 mm annuels), favorisant pâturages relativement verdoyants et forêts luxuriantes. Les vallées orientales sont beaucoup plus sèches et voient progresser le désert (forêt morte du djebel Bou Naceur).
Plus continental que le Rif, et globalement plus humide que le Haut Atlas, le Moyen Atlas connaît des hivers rigoureux, avec un enneigement tenace au-dessus de 2 000 à 2 500 mètres (novembre / avril).
La combinaison de la température et de la pluviométrie est de nature à créer des conditions favorables à des ceintures de végétation : ainsi, on verra se succéder en fonction de l'altitude et des expositions, des forêts de caroubier ou kharroubier, chênes verts, et cèdres (cedrus atlantica), genévriers, tetraclinis-articulata ou Thuya (Elaaraar), des conifères et des arbres endémiques.

### Population

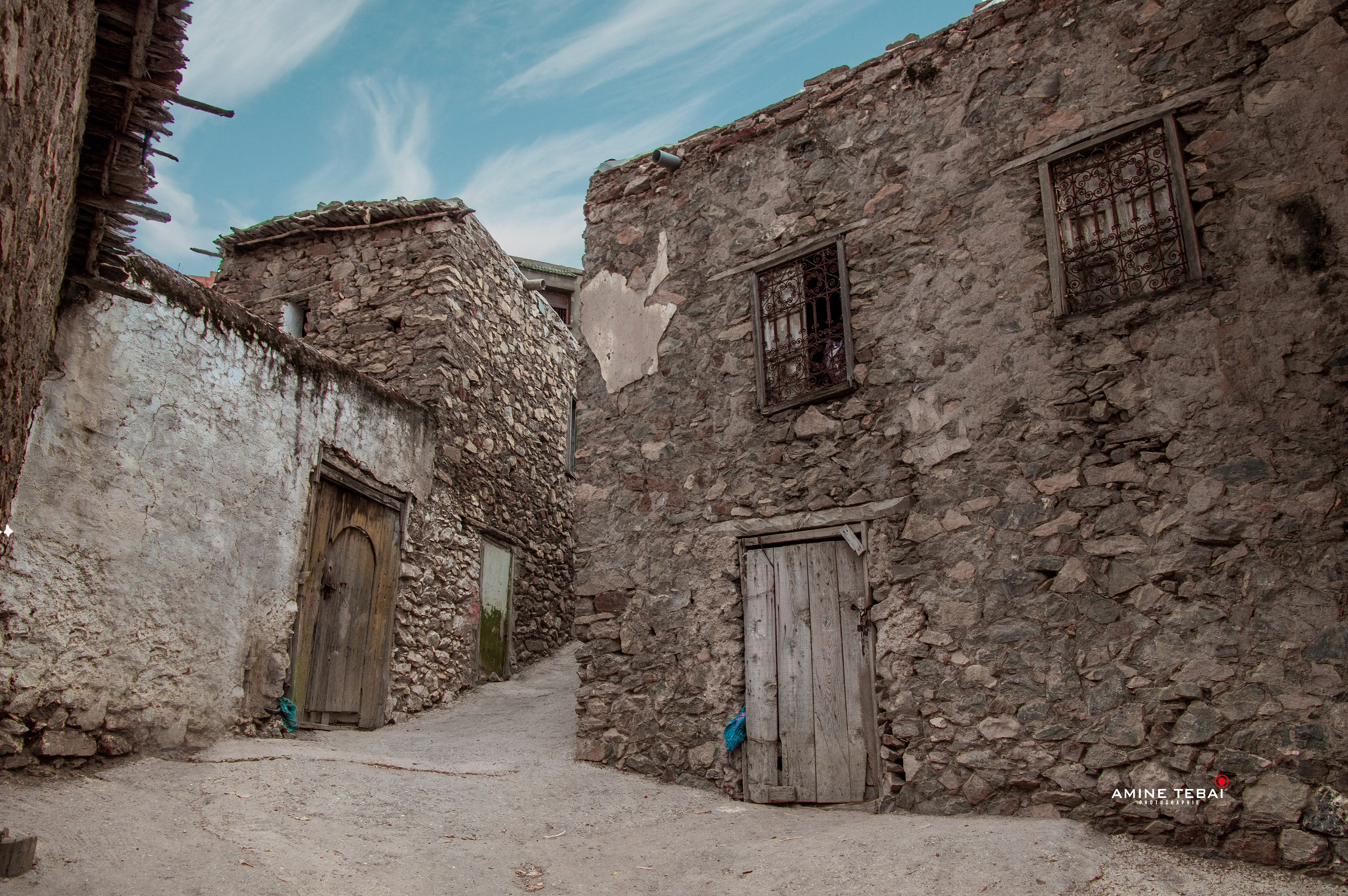
Une rue du village Sidi Mhamed Ben Embarek.

Le Moyen Atlas est occupé  par des tribus berbères (Braber) parlant le tamazight. L’imprenable citadelle de tribus irréductibles[non neutre] (Aït Youssi, Aït Sgougou, Beni M'Guild, Beni M'tir, Ait Seghrouchen, les tribus d'Immouzer Marmoucha, les confédérations Zemmours et Zayanes, les tribus d'Ait Shaq, des Icheqqiren et des Ait Sri, compartimentées par la topographie et vivant essentiellement de l’élevage par le jeu d’une transhumance de moyenne amplitude entre le djebel (pâturages d’été) et l’azghar (pâturages d’hiver), offre un environnement très prisé.

## Atouts touristiques

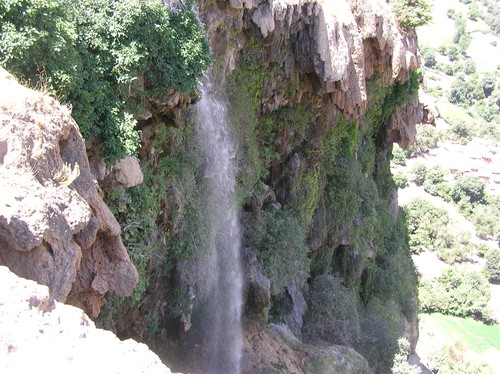
Zaouia d'Ifrane

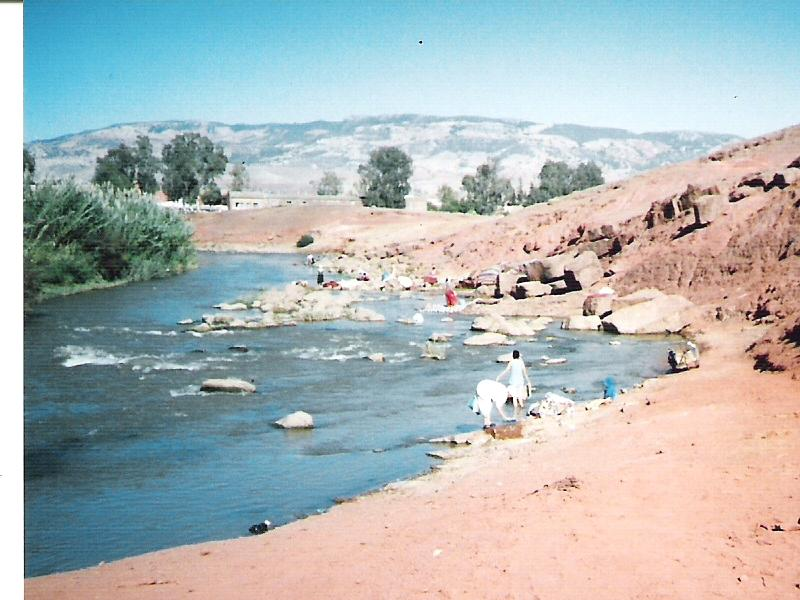
Oum Errabiaa à Khénifra

Au cœur de ces montagnes, le plus long fleuve du Maroc, l’Oum er-Rbia ou Oum Errabiaa, prend sa source à 40 km de Khénifra, pour se jeter 600 km plus loin dans l’Atlantique à Azemmour (Doukkala). À l’ouest, le Moyen Atlas rejoint les premiers contreforts du Haut Atlas.
Le Moyen Atlas abrite aussi quelques petites villes de moyenne altitude, au cachet typiquement berbère. Ainsi Ifrane, surnommé la « Suisse du Maroc » pour son style urbanistique à l'européenne (chalets en pierre et toits de tuiles rouges) et son parc national d'Ifrane (riche par ses Zygènes uniques), Azrou, ancienne station de repos bâtie sur les pentes d’une cédraie, et Imouzzer Kandar, Zaouia d'Ifrane : (village à 15 km d'Azrou), El Hajeb, El Ksiba, Beni Mellal avec son célèbre lac de Bin El Ouidane formé par Oued Ahansal et son affluent Oued El Abid.
Ces villes et leurs régions offrent de magnifiques paysages fort appréciés par les randonneurs amoureux de la montagne et de magnifiques lacs, répartis entre la province d'Ifrane et de Khénifra, logés dans la causse de formation karstiques : tels Aguelmame Aziza, Aguelmame Sidi Ali, Tiglmamine, Daït Aoua, Afennourir, Daït Afourgah, Dait Iffer, Aguelmame Ouiouane à proximité des sources d'Oum Errabiaa, Aguelmame Tifounassine situé à 40 km d'Azrou sur la route de Midelt, Aguelmame Abakhane situé sur la route no 33 entre Khénifra et Midelt par le village Tighassaline.
La liste de ses lacs et leurs caractéristiques sont bien élucidés dans ce document établi par les professeurs L. Chilasse, Dakki, Abbassi dans le cadre d'une recherche sur les valeurs et fonctions écologiques des zones humides du Moyen Atlas ; la plupart de ces sites sont classés sites d'intérêt diologique et écologique (SIBE) de priorité 1, 2 et 3.

### Introduction
« La forêt précède l'homme et le désert lui succède. », Chateaubriand.
La position géographique du Maroc entre l'Europe et l'Afrique lui confère une situation privilégiée au cours de son histoire naturelle en matière des échanges de matériels génétiques et de subir différentes influences climatiques ce qui procure au Maroc de remarquables bioclimats de l'humide, sub-humide, semi-aride au sec saharien.
Le Maroc dispose d'une grande variété bioclimatique et d'une importante gamme de milieux naturels : 30 zones bio-géographiques et 39 écosystèmes terrestres dont 30 écosystèmes forestiers et représente une diversité biologique potentielle et une richesse biologique exceptionnelles : 4 700 espèces végétales dont plus de 70 arbres forestiers, 101 espèces de mammifères, 236 espèces d'oiseaux et 114 espèces de reptiles et amphibiens. Cependant il y a de sérieuses menaces, dues essentiellement aux multiples activités de l’homme, dont le retentissement peut être catastrophique sur la biodiversité et l'écosystème en général au Maroc.
Ce patrimoine est confronté à une problématique liée au dynamisme humain qui tend au regain des parcelles cultivables au détriment de la forêt (homo-destructus) et à la sècheresse due aux changements climatiques de la biosphère que l'on attribue à la pollution qui affecte la couche d'ozone.
Jadis l'arganier peuplait la région de Khénifra dans la vallée du oued Grou, au Moyen Atlas ; sa disparition est due à la désertification et aux activités de l'homme.
Les cédraies tel d'Ajdir Izayane, de Ain Leuh, d'Azrou et Ifrane, d'Immouzer Marmoucha jusqu'au confins du massif rifain dont le célèbre parc national de Tazekka impressionnent les randonneurs par le contraste du paysage moyen atlasique sans dévoiler les secrets de la vie qu'elle cache entre ses arbres majestueux. La beauté de cette contrée réside dans ses diversité de paysages contrastées dans une ambiance calme où la pureté de l'air aux odeurs parfumées d'essence du cèdre et du Thuya embaume les âmes des visiteurs.
Le circuit des lacs traverse des paysages sauvages de montagnes assez élevées, de hauts plateaux verdoyantes et d'immenses forêts parcourues par les singes appelés magots. La région recèle des atouts favorables à l'éco-tourisme, mais il reste beaucoup à faire pour la mise en valeur de ce patrimoine encore vierge une infrastructure adéquate aux besoins des populations locales vivant sous le joug de la pauvreté.
Malgré toutes ses potentialités, l'écosystème du Moyen Atlas est soumis à plusieurs facteurs de pression écologiques dont l'impact est irréversible :
- la dynamique des populations ;
- la sécheresse qui gagne du terrain par manque de précipitations ;
- l'exploitation abusive de la forêt ;
- l'habitat menacé par le surpâturage.

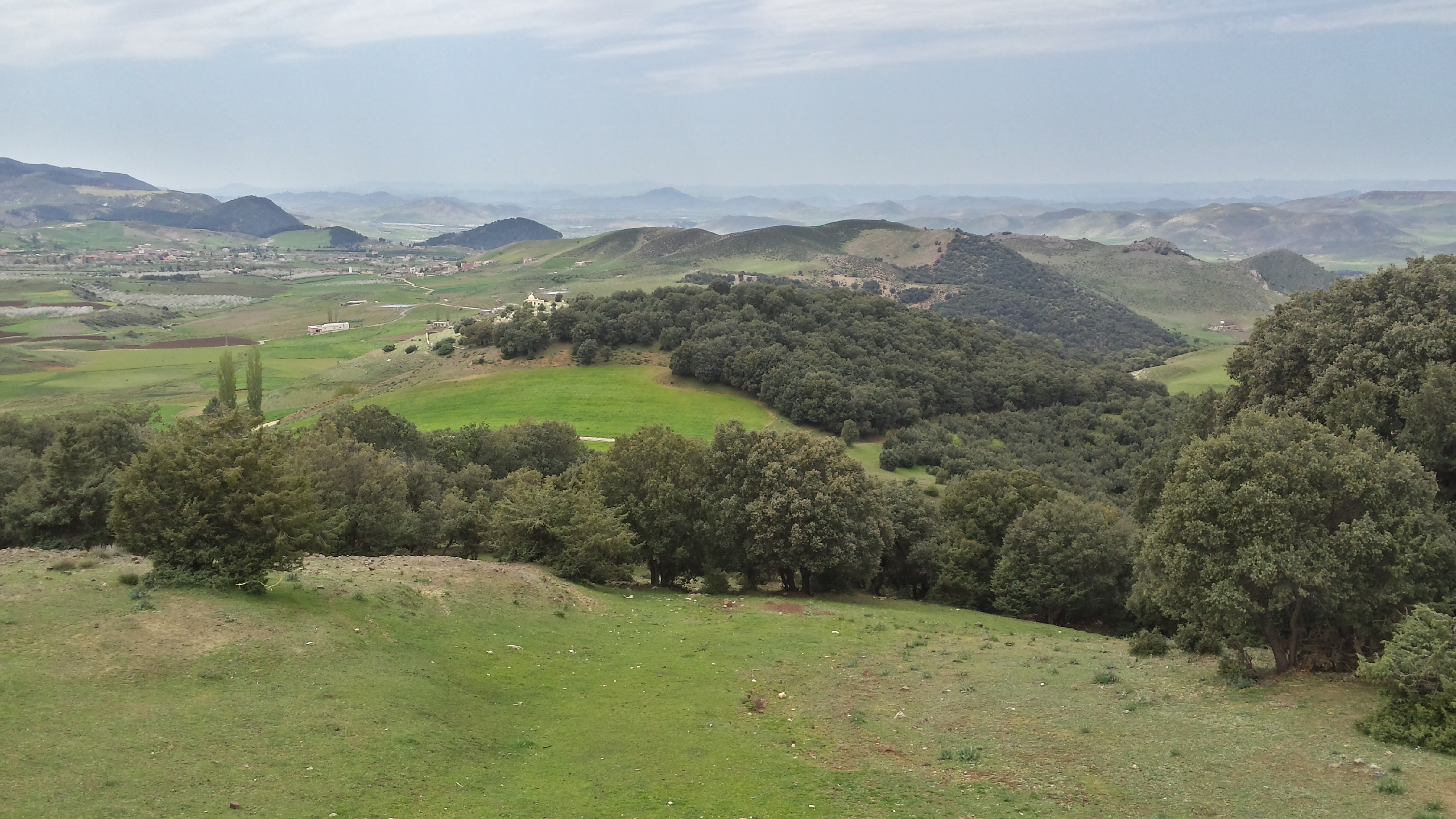
Plateau basaltique d'Azrou.

Le Moyen Atlas offre des paysages variés. La partie orientale est peu arrosée et pauvre en végétation, mais les vallées profondes sont dominées par les plus hauts sommets du Moyen Atlas, le djebel Bou Naceur (3 340 mètres) et le djebel Bouiblane (3 190 mètres) près d'Immouzer Marmoucha. Au centre, les hauts plateaux entre Azrou et Timahdite sont peu peuplés. Le versant occidental est plus humide et les surfaces cultivables ont attiré davantage de populations. Plateaux et vallons sont couverts de forêts de cèdres, de chênes-lièges et de pins maritimes. À partir de décembre, les sommets au-dessus de 800 mètres sont enneigés. Le Moyen Atlas est encore un des derniers espaces de transhumance au Maroc, les Beni M'guilds et les Zayanes berbères de Khénifra. Ces populations se déplacent au printemps, avec leurs troupeaux, vers les pâturages verdoyants et fuient les rigueurs du climat hivernal en descendant vers les plaines tempérées.
La région de Khénifra constitue un véritable château d'eau par son réseau fluvial en fourchette formé par l'Oum Errabiaa et les affluents de Bouregreg, donnant naissance à deux grands bassins hydrauliques.

### Loisirs de la pêche continentale
La richesse des lacs en poissons permet la création d'amodiations de droit de pêche régies par des arrêtés ministériels où les pêcheurs peuvent pratiquer différentes pêches à savoir :
- la pêche à truite en rivières ;
- la pêche à truite dans les plans d'eau ;
- la pêche dans les eaux à poissons blancs.

Les principales espèces de poissons et leurs caractéristiques sont : truite fario, truite arc-en-ciel, gardon, brochet, black bass, sandre, perche. Les poissons les plus appréciés par les pêcheurs sont le brochet et la truite. Les rivières présentent d'autres variétés selon les lieux.

### Parcs nationaux du Moyen Atlas
- Parc national d'Ifrane
- Parc national de Khénifra
- Parc national de Tazekka[10]